# Bartošovický kopec
Bartošovický kopec s nadmořskou výškou 278 m je kopec na území vesnice Bartošovice v okrese Nový Jičín. Nachází se nad Horním Bartošovickým rybníkem v nížině Oderská brána patřící geomorfologickému podcelku nížiny Moravská brána, která je součást pásma Západních Vněkarpatských sníženin v Moravskoslezském kraji a na Moravě. Kopec je také na pravém břehu řeky Odry v Chráněné krajinné oblasti Poodří a jeho severní část je navíc v Přírodní rezervaci Bartošovický Luh.

## Další informace
Severními svahy kopce vede Zámecká naučná stezka a také mezinárodní cyklotrasa EuroVelo 4. Pod východním svahem kopce teče Bartošovický potok, pod severním Liščí potok a pod jižním Hukovický potok. Vodstvo kopce patří do povodí řeky Odry a úmoří Baltského moře. Na vrchní části kopce je pole. Vrchol, na kterém je označený nivelační bod, je celoročně volně přístupný, avšak nevede k němu stezka. Vrchol nabízí vyhlídky po okolí (na údolí řeky Odry a okolní horstvo, především Vítkovské vrchoviny a Moravskoslezských Beskyd).